# Hokej na lodzie na Zimowych Igrzyskach Olimpijskich 1936

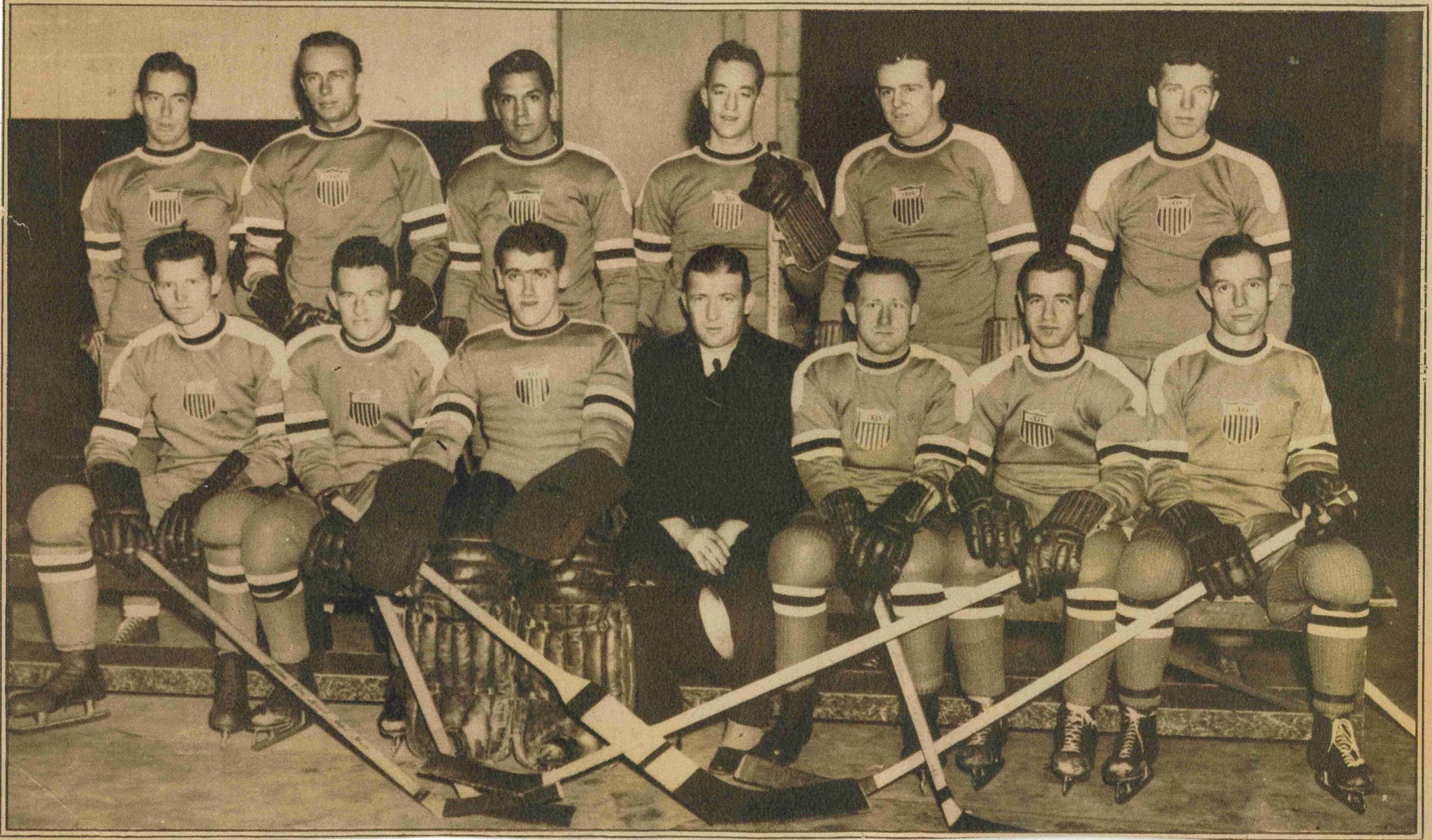
Reprezentacja Stanów Zjednoczonych na ZIO 1936

Hokej na lodzie był jedną z konkurencji rozgrywanych podczas igrzysk olimpijskich w Garmisch-Partenkirchen. W turnieju wzięło udział 15 zespołów, które zostały w pierwszej rundzie zostały podzielone na
cztery grupy. Grupy A, B, C były czterozespołowe, a grupa D liczyła trzy drużyny. Dwie najlepsze drużyny z każdej z grup eliminacyjnych awansowały do dalszych rozgrywek tworząc dwie grupy półfinałowe po cztery zespoły. Do rundy finałowej awansowały po dwie drużyny z każdej z grup półfinałowych.
W fazie finałowej drużynom, które awansowały zaliczono wyniki jakie uzyskały w fazie półfinałowej w spotkaniach pomiędzy sobą.

## Wyniki

### Runda pierwsza
Grupa A
| Drużyna | M | Mecze | Mecze | Mecze | Bramki | Bramki | Bramki | Pkt |
| Drużyna | M | W     | R     | P     | +      | –      | +/−    | Pkt |
| ------- | - | ----- | ----- | ----- | ------ | ------ | ------ | --- |
| Kanada  | 3 | 3     | 0     | 0     | 24     | 3      | +21    | 6   |
| Austria | 3 | 2     | 0     | 1     | 11     | 7      | +4     | 4   |
| Polska  | 3 | 1     | 0     | 2     | 11     | 12     | -1     | 2   |
| Łotwa   | 3 | 0     | 0     | 3     | 3      | 27     | -24    | 0   |

Wyniki
| 6 lutego 1936 | Kanada | 8:1 | Polska | Rießersee |

| Godzina: 14:30 | K. Farmer W.Kitchen w.Thomson K. Farmer D. Neville w.Thomson | (5:0, 2:1, 1:0) | H.Murray (gol samobójczy) | Sędzia główny: Schmidt Sędziowie liniowi: Bischof |

| 7 lutego 1936 | Kanada | 11:0 | Łotwa | Olympia-Kunsteis-Stadion |

| Godzina: 09:00 | R.St. Germain H. Farquharson J. Haggarty K. Farmer H. Farquharson D. Neville R.St. Germain H. Farquharson J. Haggarty | (2:0, 3:0, 6:0) |  | Sędzia główny: Lefébure Sędziowie liniowi: Lator |

| 7 lutego 1936 | Austria | 2:1 | Polska | Olympia-Kunsteis-Stadion |

| Godzina: 14:30 | F. Demmer O.Nowak | (0:0, 0:0, 2:1) | A.Kowalski | Sędzia główny: Loicq Sędziowie liniowi: Kreisel |

| 8 lutego 1936 | Polska | 9:2 | Łotwa | Olympia-Kunsteis-Stadion |

| Godzina: 09:00 | E.Zieliński A. Kowalski A. Wołkowski R. Stupnicki A. Wołkowski A. Kowalski E.Zieliński Cz. Marchewczyk A. Wołkowski | (1:0, 4:0, 4:2) | J. Bebris A. Petersons | Sędzia główny: Schmidt Sędziowie liniowi: Lator |

| 8 lutego 1936 | Kanada | 5:2 | Austria | Olympia-Kunsteis-Stadion |

| Godzina: 10:20 | W.Thomson H. Farquharson H.Murray K. Farmer A.Sinclair | (4:0, 1:2, 0:0) | W.Thomson (gol samobójczy) R.Vojta | Sędzia główny: Loicq Sędziowie liniowi: Kraatz |

| 9 lutego 1936 | Austria | 7:1 | Łotwa | Rießersee |

| Godzina: 14:30 | F.Demmer E. Seidler H. Tatzer E. Seidler H. Tatzer F.Csöngei F.Demmer | (4:0, 0:0, 3:1) | K. Paegle | Sędzia główny: Rectorik Sędziowie liniowi: Leineweber |

Grupa B
| Drużyna           | M | Mecze | Mecze | Mecze | Bramki | Bramki | Bramki | Pkt |
| Drużyna           | M | W     | R     | P     | +      | –      | +/−    | Pkt |
| ----------------- | - | ----- | ----- | ----- | ------ | ------ | ------ | --- |
| III Rzesza        | 3 | 2     | 0     | 1     | 5      | 1      | +4     | 4   |
| Stany Zjednoczone | 3 | 2     | 0     | 1     | 5      | 2      | +3     | 4   |
| Włochy            | 3 | 1     | 0     | 2     | 2      | 5      | -3     | 2   |
| Szwajcaria        | 3 | 1     | 0     | 2     | 1      | 5      | -4     | 2   |

Wyniki
| 6 lutego 1936 | Stany Zjednoczone | 1:0 | III Rzesza | Olympia-Kunsteis-Stadion |

| Godzina: 14:45 | G.Smith | (1:0, 0:0, 0:0) |  | Sędzia główny: Lociq Sędziowie liniowi: Erhardt |

| 7 lutego 1936 | Stany Zjednoczone | 3:0 | Szwajcaria | Olympia-Kunsteis-Stadion |

| Godzina: 10:25 | F.Spain E.Ross J.Garrison | (0:0, 3:0, 0:0) |  | Sędzia główny: Lefébure Sędziowie liniowi: Weinberger |

| 7 lutego 1936 | III Rzesza | 3:0 | Włochy | Olympia-Kunsteis-Stadion |

| Godzina: 21:00 | H.Schibukat G.Jaenecke R.Ball | (1:0, 1:0, 1:0) |  | Sędzia główny: Tupalski Sędziowie liniowi: Lator |

| 8 lutego 1936 | Włochy | 2:1 po dogrywce | Stany Zjednoczone | Olympia-Kunsteis-Stadion |

| Godzina: 15:45 | M.Zucchini G.Scotti | (0:0, 0:0, 1:1, 0:0, 1:0) | J.Garrison | Sędzia główny: Andreossi Sędziowie liniowi: Weinberger |

| 8 lutego 1936 | III Rzesza | 2:0 | Szwajcaria | Olympia-Kunsteis-Stadion |

| Godzina: 21:00 | R.Ball G. Jaenecke | (0:0, 1:0, 1:0) |  | Sędzia główny: Erhardt Sędziowie liniowi: Brown |

| 9 lutego 1936 | Szwajcaria | 1:0 | Włochy | Olympia-Kunsteis-Stadion |

| Godzina: 21:00 | Ch.Keßler | (0:0, 1:0, 0:0) |  | Sędzia główny: Weinberger Sędziowie liniowi: Brown |

Grupa C
| Drużyna                           | M | Mecze | Mecze | Mecze | Bramki | Bramki | Bramki | Pkt |
| Drużyna                           | M | W     | R     | P     | +      | –      | +/−    | Pkt |
| --------------------------------- | - | ----- | ----- | ----- | ------ | ------ | ------ | --- |
| Pierwsza Republika Czechosłowacka | 3 | 3     | 0     | 0     | 10     | 0      | +10    | 6   |
| Węgry                             | 3 | 2     | 0     | 1     | 14     | 5      | +9     | 4   |
| Francja                           | 3 | 1     | 0     | 2     | 4      | 7      | -3     | 2   |
| Belgia                            | 3 | 0     | 0     | 3     | 4      | 20     | -16    | 0   |

Wyniki
| 6 lutego 1936 | Węgry | 11:2 | Belgia | Olympia-Kunsteis-Stadion |

| Godzina: 16:45 | S. Miklós B. Háray S. Miklós B. Háray L. Róna S. Miklós B. Háray S Magyar B. Háray S. Miklós | (1:1, 2:0, 8:1) | P.Van Reyschoot G. Pootmans | Sędzia główny: Lefébure Sędziowie liniowi: Steinke |

| 7 lutego 1936 | Węgry | 3:0 | Francja | Olympia-Kunsteis-Stadion |

| Godzina: 14:30 | S.Miklos S.Magyar | (0:0, 1:0, 2:0) |  | Sędzia główny: Brown Sędziowie liniowi: Schmidt |

| 7 lutego 1936 | Czechosłowacja | 5:0 | Belgia | Rießersee |

| Godzina: 10:00 | O. Kučera J. Maleček Z. Jirotka | (0:0, 4:1, 1:0) |  | Sędzia główny: Bischof Sędziowie liniowi: Erhardt |

| 8 lutego 1936 | Francja | 4:2 po dogrywce | Belgia | Rießersee |

| Godzina: 14:30 | A.Hassler M.Couttet M. Delesalle J-P.Hagnauer | (1:0, 0:1, 0:0, 1:1, 2:0) | G.Pootmans P. Van Reyschoot | Sędzia główny: Tupalski Sędziowie liniowi: Erhardt |

| 8 lutego 1936 | Czechosłowacja | 3:0 | Węgry | Olympia-Kunsteis-Stadion |

| Godzina: 14:30 | O. Kučera Z. Jirotka J. Maleček | (1:0, 1:0, 1:0) |  | Sędzia główny: Loicq Sędziowie liniowi: Brown |

| 9 lutego 1936 | Czechosłowacja | 2:0 | Francja | Olympia-Kunsteis-Stadion |

| Godzina: 10:00 | O. Kučera Z. Jirotka | (0:0, 1:0, 1:0) |  | Sędzia główny: Kreisel Sędziowie liniowi: Brown |

Grupa D
| Drużyna         | M | Mecze | Mecze | Mecze | Bramki | Bramki | Bramki | Pkt |
| Drużyna         | M | W     | R     | P     | +      | –      | +/−    | Pkt |
| --------------- | - | ----- | ----- | ----- | ------ | ------ | ------ | --- |
| Wielka Brytania | 2 | 2     | 0     | 0     | 4      | 0      | +4     | 4   |
| Szwecja         | 2 | 1     | 0     | 1     | 2      | 1      | +1     | 2   |
| Japonia         | 2 | 0     | 0     | 2     | 0      | 5      | -5     | 0   |

Wyniki
| 6 lutego 1936 | Szwecja | 2:0 | Japonia | Olympia-Kunsteis-Stadion |

| Godzina: 21:00 | H.Engberg Y.Liljeberg | (1:0, 1:0, 0:0) |  | Sędzia główny: Kreisel Sędziowie liniowi: Schmidt |

| 7 lutego 1936 | Wielka Brytania | 1:0 | Szwecja | Olympia-Kunsteis-Stadion |

| Godzina: 16:15 | E.Brenchley | (1:0, 0:0, 0:0) |  | Sędzia główny: Holsboer Sędziowie liniowi: Kulej |

| 8 lutego 1936 | Wielka Brytania | 3:0 | Japonia | Rießersee |

| Godzina: 10:00 | E.Brenchley A.Archer J.Borland | (2:0, 0:0, 1:0) |  | Sędzia główny: Jacquet Sędziowie liniowi: Brown |

### Runda druga
Do rundy finałowej awansowały dwa najlepsze zespoły z każdej grupy.
Grupa A
| Drużyna         | M | Mecze | Mecze | Mecze | Bramki | Bramki | Bramki | Pkt |
| Drużyna         | M | W     | R     | P     | +      | –      | +/−    | Pkt |
| --------------- | - | ----- | ----- | ----- | ------ | ------ | ------ | --- |
| Wielka Brytania | 3 | 2     | 1     | 0     | 8      | 3      | +5     | 5   |
| Kanada          | 3 | 2     | 0     | 1     | 22     | 4      | +18    | 4   |
| III Rzesza      | 3 | 1     | 1     | 1     | 5      | 8      | -3     | 3   |
| Węgry           | 3 | 0     | 0     | 3     | 2      | 22     | -20    | 0   |

Wyniki
| 11 lutego 1936 | III Rzesza | 2:1 | Węgry | Olympia-Kunsteis-Stadion |

| Godzina: 20:00 | J.Bethmann-Hollweg G.Jaenecke | (0:0, 1:0, 1:1) | S.Miklós | Sędzia główny: Tupalski Sędziowie liniowi: Brown |

| 11 lutego 1936 | Wielka Brytania | 2:1 | Kanada | Olympia-Kunsteis-Stadion |

| Godzina: 21:45 | J.Davey E.Brenchley | (1:1, 0:0, 1:0) | R.St. Germain | Sędzia główny: Trauttenberg Sędziowie liniowi: Brown |

| 12 lutego 1936 | Kanada | 15:0 | Węgry | Olympia-Kunsteis-Stadion |

| Godzina: 14:30 | H.Murray W.Thomson D. Neville H.Murray A.Sinclar D. Neville K. Farmer H.Farquharson gol samobójczy H.Murray A.Sinclar | (3:0, 9:0, 3:0) |  | Sędzia główny: Kreisel Sędziowie liniowi: Erhardt |

| 12 lutego 1936 | Wielka Brytania | 1:1 (po dogrywce) | III Rzesza | Olympia-Kunsteis-Stadion |

| Godzina: 20:00 | J.Davey | (0:0, 1:0, 0:1 dogr. 0:0, 0:0, 0:0) | H.Schibukat | Sędzia główny: Tupalski Sędziowie liniowi: Brown |

| 13 lutego 1936 | Wielka Brytania | 5:1 | Węgry | Olympia-Kunsteis-Stadion |

| Godzina: 09:00 | E.Brenchley J.Chappell J.Davey A.Archer | (1:0, 3:1, 1:0) | Z.Jeney | Sędzia główny: Brown Sędziowie liniowi: Schmidt |

| 13 lutego 1936 | Kanada | 6:2 | III Rzesza | Olympia-Kunsteis-Stadion |

| Godzina: 20:00 | H.Farquharson D. Neville K. Farmer R.St.Germanin D. Neville | (1:0, 3:1, 2:1) | A.Wiedemann G.Strobl | Sędzia główny: Brown Sędziowie liniowi: Tupalski |

Grupa B
| Drużyna                           | M | Mecze | Mecze | Mecze | Bramki | Bramki | Bramki | Pkt |
| Drużyna                           | M | W     | R     | P     | +      | –      | +/−    | Pkt |
| --------------------------------- | - | ----- | ----- | ----- | ------ | ------ | ------ | --- |
| Stany Zjednoczone                 | 3 | 3     | 0     | 0     | 5      | 1      | +4     | 6   |
| Pierwsza Republika Czechosłowacka | 3 | 2     | 0     | 1     | 6      | 4      | +2     | 4   |
| Szwecja                           | 3 | 1     | 0     | 2     | 3      | 6      | -3     | 2   |
| Austria                           | 3 | 0     | 0     | 3     | 1      | 4      | -3     | 0   |

Wyniki
| 11 lutego 1936 | Stany Zjednoczone | 2:0 | Czechosłowacja | Rießersee |

| Godzina: 14:30 | F.Spain J.Garrison | (0:0, 2:0, 0:0) |  | Sędzia główny: Loicq Sędziowie liniowi: Erhardt |

| 11 lutego 1936 | Szwecja | 1:0 | Austria |  |

| Godzina: 14:30 | Y.Liljeberg | (1:0, 0:0, 0:0) |  | Sędzia główny: Pudas Sędziowie liniowi: Tupalski |

| 12 lutego 1936 | Czechosłowacja | 4:1 | Szwecja | Olympia-Kunsteis-Stadion |

| Godzina: 16:20 | J.Tožička D.Jirotka J. Maleček O. Kučera | (0:1, 2:0, 2:0) | B.Norberg | Sędzia główny: Holsboer Sędziowie liniowi: Kreisel |

| 12 lutego 1936 | Stany Zjednoczone | 1:0 | Austria | Olympia-Kunsteis-Stadion |

| Godzina: 22:15 | J.Garirison | (0:0, 1:0, 0:0) |  | Sędzia główny: Pudas Sędziowie liniowi: Kreisel |

| 13 lutego 1936 | Czechosłowacja | 2:1 | Austria | Olympia-Kunsteis-Stadion |

| Godzina: 10:50 | D.Jirotka | (0:0, 2:1, 0:0) | F. Csöngei | Sędzia główny: Pudas Sędziowie liniowi: Brown |

| 13 lutego 1936 | Stany Zjednoczone | 2:1 | Szwecja | Olympia-Kunsteis-Stadion |

| Godzina: 22:00 | P. Rowe | (0:0, 1:1, 1:0) | H. Carlson | Sędzia główny: Kreisel Sędziowie liniowi: Erhardt |

### Runda finałowa
W tej fazie rozgrywek zaliczono wyniki meczów pomiędzy drużynami które awansowały do tej rundy.
| Drużyna                           | M | Mecze | Mecze | Mecze | Bramki | Bramki | Bramki | Pkt |
| Drużyna                           | M | W     | R     | P     | +      | –      | +/−    | Pkt |
| --------------------------------- | - | ----- | ----- | ----- | ------ | ------ | ------ | --- |
| Wielka Brytania                   | 3 | 2     | 1     | 0     | 7      | 1      | +6     | 5   |
| Kanada                            | 3 | 2     | 0     | 1     | 9      | 2      | +7     | 4   |
| Stany Zjednoczone                 | 3 | 1     | 1     | 1     | 2      | 1      | +1     | 3   |
| Pierwsza Republika Czechosłowacka | 3 | 0     | 0     | 3     | 0      | 14     | -14    | 0   |

Wyniki
| 14 lutego 1936 | Wielka Brytania | 5:0 | Czechosłowacja | Olympia-Kunsteis-Stadion |

| Godzina: 21:00 | J.Davey J.Chappell J.Davey J.Coward | (2:0, 3:0, 0:0) |  | Sędzia główny: Poplimont Sędziowie liniowi: Kreisel |

| 15 lutego 1936 | Kanada | 7:0 | Czechosłowacja | Olympia-Kunsteis-Stadion |

| Godzina: 10:00 | W.Kitchen W.Thomson D.Neville K.Farmer D.Neville H.Murray H.Farquharson | (3:0, 3:0, 1:0) |  | Sędzia główny: Poplimont Sędziowie liniowi: Kreisel |

| 15 lutego 1936 | Wielka Brytania | 0:0 po dogrywce | Stany Zjednoczone | Olympia-Kunsteis-Stadion |

| Godzina: 21:00 |  | (0:0, 0:0, 0:0, 0:0, 0:0, 0:0) |  | Sędzia główny: Trauttenberg Sędziowie liniowi: Tupalski |

| 16 lutego 1936 | Kanada | 1:0 | Stany Zjednoczone | Olympia-Kunsteis-Stadion |

| Godzina: 14:30 | D.Neville | (1:0, 0:0, 0:0) |  | Sędzia główny: Poplimont Sędziowie liniowi: Trauttenberg |

## Tabela końcowa
| M | Państwo                           | Zawodnicy |
| - | --------------------------------- | --- |
| 1 | Wielka Brytania                   | Alexander Archer, James Borland, Edgar Brenchley, James Chappell, John Coward, Gordon Dailley, John Davey, Carl Erhardt, James Foster, John Kilpatrick, Archibald Stinchcombe, Robert Wyman                                       |
| 2 | Kanada                            | Maxwell Deacon, Hugh Farquharson, Kenneth Farmer, James Haggarty, Walter Kitchen, Raymond Milton, Francis Moore, Herman Murray, Arthur Nash, David Neville, Ralph St. Germain, Alexander Sinclair, William Thomson                |
| 3 | Stany Zjednoczone                 | John Garrison, August Kammer, Philip LaBatte, John Lax, Thomas Moone, Eldrige Ross, Paul Rowe, Francis Shaugnessy, Gordon Smith, Francis Spain, Frank Stubbs                                                                      |
| 4 | Pierwsza Republika Czechosłowacka | Josef Boháč, Alois Cetkovský, Karel Hromádka, Drahomír Jirotka, Zdeněk Jirotka, Jan Košek, Oldřich Kučera, Josef Maleček, Jan Peka, Jaroslav Pušbauer, Jiří Tožička, Ladislav Troják, Walter Ullrich                              |
| 5 | III Rzesza                        | Wilhelm Egginger, Joachim Albrecht von Bethmann-Hollweg, Gustav Jaenecke, Philip Schenk, Rudi Ball, Karl Kögel, Anton Wiedemann, Herbert Schibukat, Alois Kuhn, Werner George, Georg Strobl, Paul Trautman                        |
| 6 | Szwecja                           | Herman Carlsson, Sven Bergqvist, Bertil Lundell, Holger Engberg, Torsten Jöhncke, Yngve Liljeberg, Bertil Norberg, Wilhelm Petersen, Ake Ericson, Stig Andersson, Lennart Hellman, Wilhelm Larsson, Ruben Carlsson                |
| 7 | Austria                           | Hermann Weiss, Hans Trauttenberg, Rudolf Vojta, Oskar Nowak, Fredrich Demmer, Franz Csöngei, Hans Tatzer, Williband Stanek, Lambert Neumaier, Franz Schüssler, Emil Seidler, Sepp Göbl                                            |
| 8 | Węgry                             | István Csák, Ferenc Monostori, Miklós Barcza, László Róna, Frigyes Helmeczi, Sándor Magyar, András Gergely, László Gergely, Béla Háray, Zoltán Jeney, Sándor Miklós, Ferenc Szamosi, Mátyás Farkas                                |
| 9 | Polska                            | Józef Stogowski, Henryk Przeździecki, Witalis Ludwiczak, Kazimierz Sokołowski, Czesław Marchewczyk, Adam Kowalski, Andrzej Wołkowski, Edmund Zieliński, Władysław Król, Mieczysław Kasprzycki, Zbigniew Kasprzak, Roman Stupnicki |